# Campeonato Mundial de Fórmula 1 de 1952
A Temporada de Fórmula 1 de 1952 foi a terceira realizada pela FIA. Teve como campeão o italiano Alberto Ascari, da equipe Ferrari, e começou em 18 de Maio e terminou em 7 de Setembro, após oito corridas..
Nesta temporada ainda não era disputado o campeonato de construtores..

## Pilotos e equipes
Os três primeiros colocados da temporada de 1952:
| Campeão        | Vice-campeão    | Terceiro lugar |
| -------------- | --------------- | -------------- |
|                |                 |                |
| Alberto Ascari | Giuseppe Farina | Piero Taruffi  |
| Ferrari        | Ferrari         | Ferrari        |

### 500 Milhas de Indianápolis
| Equipe                         | Construtor   | Chassi(s)          | Motor                | Pneu(s) | Nº(s) | Piloto            | Corrida(s) | Nº(s) | Piloto Reserva | Corrida(s) |
| ------------------------------ | ------------ | ------------------ | -------------------- | ------- | ----- | ----------------- | ---------- | ----- | -------------- | ---------- |
| Granatelli Racing              | Bromme       | ???                | Offenhauser L4 4.5   | F       | 51    | Spider Webb       | 2          |       |                |            |
| J.C. Agajanian                 | Kuzma        | Indy Roadster      | Offenhauser L4 4.5   | F       | 98    | Troy Ruttman      | 2          |       |                |            |
| George Leitenberger            | Sherman      | ???                | Offenhauser L4 4.5   | F       | 65    | George Fonder     | 2          |       |                |            |
| Central Excavating/Pete Salemi | Trevis       | Indycar            | Offenhauser L4 4.5   | F       | 81    | Eddie Johnson     | 2          |       |                |            |
| Bob Estes                      | Watson       | Indy Roadster      | Offenhauser L4 4.5   | F       | 29    | Jim Rigsby        | 2          |       |                |            |
| Ansted Rotary                  | Stevens      | ???                | Offenhauser L4 4.5   | F       | 55    | Bobby Ball        | 2          |       |                |            |
| H.A. Chapman                   | Stevens      | ???                | Offenhauser L4 4.5   | F       | 7     | Bill Schindler    | 2          |       |                |            |
| Earl Slick                     | Deidt        | Tuffanelli-Derrico | Offenhauser L4 4.5   | F       | 27    | Tony Bettenhausen | 2          |       |                |            |
| Blue Crown Spark Plug          | Deidt        | Tuffanelli-Derrico | Offenhauser L4 4.5   | F       | 27    | Tony Bettenhausen | 2          |       |                |            |
| Blue Crown Spark Plug          | Lesovsky     | ?                  | Offenhauser L4 4.5   | F       | 2     | Henry Banks       | 2          |       |                |            |
| Hopkins                        | Lesovsky     | ?                  | Offenhauser L4 4.5   | F       | 2     | Henry Banks       | 2          |       |                |            |
| Belanger Motors                | Lesovsky     | ?                  | Offenhauser L4 4.5   | F       | 1     | Duane Carter      | 2          |       |                |            |
| Coast Grain                    | Lesovsky     | ?                  | Offenhauser L4 4.5   | F       | 8     | Manny Ayulo       | 2          |       |                |            |
| Fuel Injection/Howard Keck     | Kurtis Kraft | 500A               | Offenhauser L4 4.5   | F       | 26    | Bill Vukovich     | 2          |       |                |            |
| Jim Robbins                    | Kurtis Kraft | 1000               | Offenhauser L4 4.5   | F       | 5     | Johnnie Parsons   | 2          |       |                |            |
| Tom Tarafoff                   | Kurtis Kraft | 2000               | Offenhauser L4 4.5   | F       | 22    | Cliff Griffith    | 2          |       |                |            |
| McNamara/Lee Elkins            | Kurtis Kraft | 2000               | Offenhauser L4 4.5   | F       | 73    | Bob Sweikert      | 2          |       |                |            |
| Ludson Morris                  | Kurtis Kraft | 2000               | Offenhauser L4 4.5   | F       | 93    | Bob Scott         | 2          |       |                |            |
| Grancor-Wynn's Oil             | Kurtis Kraft | 3000               | Offenhauser L4 4.5   | F       | 59    | Jim Rathmann      | 2          |       |                |            |
| Peter Schmidt                  | Kurtis Kraft | 3000               | Offenhauser L4 4.5   | F       | 77    | Jimmy Bryan       | 2          |       |                |            |
| Bardahl/Ed Walsh               | Kurtis Kraft | 3000               | Offenhauser L4 4.5   | F       | 18    | Sam Hanks         | 2          |       |                |            |
| Bardahl/Ed Walsh               | Kurtis Kraft | 4000               | Offenhauser L4 4.5   | F       | 14    | Joe James         | 2          |       |                |            |
| Federal Engineering            | Kurtis Kraft | 3000               | Offenhauser L4 4.5   | F       | 54    | George Connor     | 2          |       |                |            |
| Federal Engineering            | Kurtis Kraft | 4000               | Offenhauser L4 4.5   | F       | 34    | Rodger Ward       | 2          |       |                |            |
| Bowes Seal Fast/Ray Brady      | Kurtis Kraft | 4000               | Offenhauser L4 4.5   | F       | 33    | Art Cross         | 2          |       |                |            |
| John Zink                      | Kurtis Kraft | 4000               | Offenhauser L4 4.5   | F       | 37    | Jimmy Reece       | 2          |       |                |            |
| Jack Hinkle                    | Kurtis Kraft | 4000               | Offenhauser L4 4.5   | F       | 4     | Jack McGrath      | 2          |       |                |            |
| Springfield Welding/Paoli      | Kurtis Kraft | 4000               | Offenhauser L4 4.5   | F       | 16    | Chuck Stevenson   | 2          |       |                |            |
| Mel-Rae/Mel Wiggers            | Kurtis Kraft | 4000               | Offenhauser L4 4.5   | F       | 67    | Gene Hartley      | 2          |       |                |            |
| Miracle Power                  | Kurtis Kraft | 4000               | Offenhauser L4 4.5   | F       | 9     | Andy Linden       | 2          |       |                |            |
| Cummins Diesel                 | Kurtis Kraft | ???                | Cummins L6 c 3.0     | F       | 28    | Fred Agabashian   | 2          |       |                |            |
| Novi Pure Oil/Lewis Welch      | Kurtis Kraft | ???                | Novi L8 c 3.0        | F       | 36    | Duke Nalon        | 2          |       |                |            |
| Novi Pure Oil/Lewis Welch      | Kurtis Kraft | ???                | Novi L8 c 3.0        | F       | 21    | Chet Miller       | 2          |       |                |            |
| McDowell/Roger Wolcott         | Kurtis Kraft | ???                | Offenhauser L4 c 3.0 | F       | 31    | Johnny McDowell   | 2          |       |                |            |
| Ferrari                        | Ferrari      | 375S               | Ferrari 375 V12 4.5  | F       | 12    | Alberto Ascari    | 2          |       |                |            |

### Demais etapas
| Equipe                    | Construtor    | Chassi(s)   | Motor                 | Pneu(s)                        | Nº(s)                     | Piloto                        | Corrida(s) | Nº(s) | Piloto Reserva    | Corrida(s) |
| ------------------------- | ------------- | ----------- | --------------------- | ------------------------------ | ------------------------- | ----------------------------- | ---------- | ----- | ----------------- | ---------- |
| AFM                       | AFM           | 6           | Küchen V8 2.0         | E                              | 2                         | Hans Stuck                    | 1          |       |                   |            |
| AHM Bryde                 | Cooper        | T20         | Bristol BS1 L6 2.0    | D                              | 42                        | Mike Hawthorn                 | 4          | 42    | Reg Parnell       | 4          |
| AHM Bryde                 | Cooper        | T20         | Bristol BS1 L6 2.0    | D                              | 8                         | Reg Parnell                   | 5          |       |                   |            |
| Alfred Dattner            | Simca Gordini | T11         | Gordini 1500 L4 1.5   | E                              | 50                        | Max de Terra                  | 1          |       |                   |            |
| Connaught Engineering     | Connaught     | A           | Lea Francis L4 4.5    | D                              | 3/28                      | Kenneth McAlpine              | 5/8        |       |                   |            |
| Connaught Engineering     | Connaught     | A           | Lea Francis L4 4.5    | D                              | 4                         | Ken Downing                   | 5          |       |                   |            |
| Connaught Engineering     | Connaught     | A           | Lea Francis L4 4.5    | D                              | 5                         | Eric Thompson                 | 5          |       |                   |            |
| Connaught Engineering     | Connaught     | A           | Lea Francis L4 4.5    | D                              | 6/30                      | Dennis Poore                  | 5/8        |       |                   |            |
| Connaught Engineering     | Connaught     | A           | Lea Francis L4 4.5    | D                              | 32                        | Stirling Moss                 | 8          |       |                   |            |
| Ecurie Belge              | Simca Gordini | T15         | Gordini 1500 L4 1.5   | E                              | 32/27/14                  | Johnny Claes                  | 4-5/7      |       |                   |            |
| Ecurie Belge              | Simca Gordini | T15         | Gordini 1500 L4 1.5   | E                              | 14                        | Paul Frere                    | 7          |       |                   |            |
| Ecurie Ecosse             | Cooper        | T20         | Bristol BS1 L6 2.0    | D                              | 7                         | David Murray                  | 5          |       |                   |            |
| Ecurie Espadon            | Ferrari       | Ferrari 212 | Ferrari 125 V12 1.5   | P                              | 44/36/20                  | Peter Hirt                    | 1/4-5      |       |                   |            |
| Ecurie Espadon            | Ferrari       | Ferrari 212 | Ferrari 125 V12 1.5   | P                              | 36                        | Rudi Fischer                  | 4          | 44/36 | Rudolf Schoeller  | 1/4        |
| Ecurie Espadon            | Ferrari       | Ferrari 212 | Ferrari 125 V12 1.5   | P                              | 118                       | Rudolf Schoeller              | 6          |       |                   |            |
| Ecurie Espadon            | Ferrari       | 500         | Ferrari 500 L4 2.0    | P                              | 42/19/117/18              | Rudi Fischer                  | 1/5-6/8    |       |                   |            |
| Ecurie Francorchamps      | Ferrari       | 500         | Ferrari 500 L4 2.0    | E                              | 34/24                     | Charles de Tornaco            | 3/7        |       |                   |            |
| Ecurie Francorchamps      | Ferrari       | 500         | Ferrari 500 L4 2.0    | E                              | 119                       | Roger Laurent                 | 6          |       |                   |            |
| Ecurie Richmond           | Cooper        | T20         | Bristol BS1 L6 2.0    | D                              | 26/10/11/38               | Alan Brown                    | 1/3/5/8    |       |                   |            |
| Ecurie Richmond           | Cooper        | T20         | Bristol BS1 L6 2.0    | D                              | 24/12/10/36               | Eric Brandon                  | 1/3/5/8    |       |                   |            |
| Ecurie Rosier             | Ferrari       | 500         | Ferrari 500 L4 2.0    | D (etapas 1/3/4) / P (etapa 8) | 12/22/14/62               | Louis Rosier                  | 1/3-4/8    |       |                   |            |
| Enrico Platé              | Maserati      | 4CLT        | Maserati Platé L4 2.0 | P                              | 16                        | Harry Schell                  | 4          |       |                   |            |
| Enrico Platé              | Maserati      | 4CLT        | Maserati Platé L4 2.0 | P                              | 38/16/32                  | Emmanuel de Graffenried       | 1/4-5      |       |                   |            |
| Enrico Platé              | Maserati      | 4CLT        | Maserati Platé L4 2.0 | P                              | 40/18/33                  | Harry Schell                  | 1/4-5      |       |                   |            |
| Equipe Gordini            | Simca Gordini | T15         | Gordini 1500 L4 1.5   | E                              | 10/20                     | Prince Bira                   | 1/3        |       |                   |            |
| Equipe Gordini            | Simca Gordini | T15         | Gordini 1500 L4 1.5   | E                              | 30                        | Maurice Trintignant           | 4          |       |                   |            |
| Equipe Gordini            | Gordini       | T16         | Gordini 20 L6 2.0     | E                              | 6/16/4/108/8/6            | Jean Behra                    | 1/3-4/6-8  |       |                   |            |
| Equipe Gordini            | Gordini       | T16         | Gordini 20 L6 2.0     | E                              | 6/26                      | Prince Bira                   | 4-5        |       |                   |            |
| Equipe Gordini            | Gordini       | T16         | Gordini 20 L6 2.0     | E                              | 8/14/2/24/107/10/2        | Robert Manzon                 | 1/3-8      |       |                   |            |
| Equipe Gordini            | Gordini       | T16         | Gordini 20 L6 2.0     | E                              | 25/109/12/4               | Maurice Trintignant           | 5-8        |       |                   |            |
| Equipe Gordini            | Gordini       | T16S        | Gordini 20 L6 2.0     | E                              | 18                        | Johnny Claes                  | 3          |       |                   |            |
| ERA Ltd                   | ERA           | G           | Bristol BS1 L6 2.0    | D                              | 32/12/36                  | Stirling Moss                 | 3/5/7      |       |                   |            |
| Escuderia Bandeirantes    | Maserati      | A6GCM       | Maserati A6 L6 2.0    | P                              | 16                        | Jan Flinterman                | 7          |       |                   |            |
| Escuderia Bandeirantes    | Maserati      | A6GCM       | Maserati A6 L6 2.0    | P                              | 28                        | Philippe Étancelin            | 4          |       |                   |            |
| Escuderia Bandeirantes    | Maserati      | A6GCM       | Maserati A6 L6 2.0    | P                              | 35/116/50                 | Eitel Cantoni                 | 5-6/8      |       |                   |            |
| Escuderia Bandeirantes    | Maserati      | A6GCM       | Maserati A6 L6 2.0    | P                              | 34/115/18/46              | Gino Bianco                   | 5-8        |       |                   |            |
| Escuderia Bandeirantes    | Maserati      | A6GCM       | Maserati A6 L6 2.0    | P                              | 16/48                     | Chico Landi                   | 7-8        |       |                   |            |
| Escuderia Bandeirantes    | Maserati      | A6GCM       | Maserati A6 L6 2.0    | P                              | 20                        | Jan Flinterman                | 7          |       |                   |            |
| G Caprara                 | Ferrari       | 500         | Ferrari 500 L4 2.0    | D                              | 14                        | Roy Salvadori                 | 5          | 14    | Bobby Baird       | 5          |
| HW Motors                 | HWM           | 52          | Alta F2 L4 2.0        | D                              | 30/28                     | Duncan Hamilton               | 5/7        |       |                   |            |
| HW Motors                 | HWM           | 52          | Alta F2 L4 2.0        | D                              | 30                        | Dries van der Lof             | 7          |       |                   |            |
| HW Motors                 | HWM           | 52          | Alta F2 L4 2.0        | D                              | 16                        | George Abecassis              | 1          |       |                   |            |
| HW Motors                 | HWM           | 52          | Alta F2 L4 2.0        | D                              | 113                       | Johnny Claes                  | 6          |       |                   |            |
| HW Motors                 | HWM           | 52          | Alta F2 L4 2.0        | D                              | 20(etapas 1 e 4)/24/31/26 | Lance Macklin                 | 1/3-5/7    |       |                   |            |
| HW Motors                 | HWM           | 52          | Alta F2 L4 2.0        | D                              | 28/112                    | Paul Frere                    | 3/6        |       |                   |            |
| HW Motors                 | HWM           | 52          | Alta F2 L4 2.0        | D                              | 18/26/22/29               | Peter Collins                 | 1/3-5      |       |                   |            |
| HW Motors                 | HWM           | 52          | Alta F2 L4 2.0        | D                              | 30                        | Roger Laurent                 | 3          |       |                   |            |
| HW Motors                 | HWM           | 52          | Alta F2 L4 2.0        | D                              | 46                        | Stirling Moss                 | 1          |       |                   |            |
| HW Motors                 | HWM           | 52          | Alta F2 L4 2.0        | D                              | 24                        | Yves Giraud-Cabantous         | 4          |       |                   |            |
| LD Hawthorn               | Cooper        | T20         | Bristol BS1 L6 2.0    | D                              | 8/9/32/42                 | Mike Hawthorn                 | 3/5/7-8    |       |                   |            |
| Motor-Presse-Verlag       | Veritas       | Meteor      | Veritas L6            | ?                              | 127                       | Paul Pietsch                  | 6          |       |                   |            |
| Officine Alfieri Maserati | Maserati      | A6GCM       | Maserati A6 L6 2.0    | P                              | 105/22                    | Felice Bonetto                | 6/8        |       |                   |            |
| Officine Alfieri Maserati | Maserati      | A6GCM       | Maserati A6 L6 2.0    | P                              | 24                        | Franco Rol                    | 8          |       |                   |            |
| Officine Alfieri Maserati | Maserati      | A6GCM       | Maserati A6 L6 2.0    | P                              | 26                        | José Froilán González         | 8          |       |                   |            |
| Equipes privadas          | AFM           | 6           | BMW 328 L6 2.0        | ?                              | 124                       | Helmut Niedermayer            | 6          |       |                   |            |
| Equipes privadas          | AFM           | 6           | BMW 328 L6 2.0        | ?                              | 123                       | Willi Heeks                   | 6          |       |                   |            |
| Equipes privadas          | Alta          | F2          | Alta F2 L4 2.0        | D                              | 1                         | Graham Whitehead              | 5          |       |                   |            |
| Equipes privadas          | Alta          | F2          | Alta F2 L4 2.0        | D                              | 26                        | Peter Whitehead               | 4          |       |                   |            |
| Equipes privadas          | BMW           | Eigenbau    | BMW 328 L6 2.0        | ?                              | 130                       | Günther Bechen                | 6          |       |                   |            |
| Equipes privadas          | BMW           | Greizfu     | BMW 328 L6 2.0        | ?                              | 136                       | Rudolf Krause                 | 6          |       |                   |            |
| Equipes privadas          | BMW           | Heck        | BMW 328 L6 2.0        | ?                              | 135                       | Ernst Klodwig                 | 6          |       |                   |            |
| Equipes privadas          | BMW           | Speciale    | BMW 328 L6 2.0        | E                              | 110                       | Marcel Balsa                  | 6          |       |                   |            |
| Equipes privadas          | Connaught     | A           | Lea Francis L4 2.0    | D                              | 22                        | Ken Downing                   | 7          |       |                   |            |
| Equipes privadas          | Ferrari       | 125         | Ferrari 125 V12 1.5   | D                              | 21                        | Peter Whitehead               | 5          |       |                   |            |
| Equipes privadas          | Frazer Nash   | 421         | BMW 328 L6 2.0        | D                              | 23                        | Tony Crook                    | 5          |       |                   |            |
| Equipes privadas          | HWM           | 51          | Alta F2 L4 2.0        | D                              | 42                        | Tony Gaze                     | 3          |       |                   |            |
| Equipes privadas          | HWM           | 52          | Alta F2 L4 2.0        | D                              | 28/120                    | Tony Gaze                     | 5-6        |       |                   |            |
| Equipes privadas          | OSCA          | 20          | OSCA 2000 L6 2.0      | P                              | 34                        | Élie Bayol                    | 8          |       |                   |            |
| Equipes privadas          | Simca Gordini | T15         | Gordini 1500 L4 1.5   | E                              | 44                        | Robert O'Brien                | 3          |       |                   |            |
| Equipes privadas          | Veritas       | Meteor      | Veritas L6 2.0        | D                              | 4                         | Toni Ulmen                    | 1          |       |                   |            |
| Equipes privadas          | Veritas       | Meteor      | Veritas L6 2.0        | E                              | 38                        | Arthur Legat                  | 3          |       |                   |            |
| Equipes privadas          | Veritas       | Meteor      | Veritas L6 2.0        | ?                              | 126                       | Adolf Brudes                  | 6          |       |                   |            |
| Equipes privadas          | Veritas       | Meteor      | Veritas L6 2.0        | ?                              | 128                       | Hans Klenk                    | 6          |       |                   |            |
| Equipes privadas          | Veritas       | RS          | Veritas L6 2.0        | ?                              | 121                       | Fritz Riess                   | 6          |       |                   |            |
| Equipes privadas          | Veritas       | RS          | Veritas L6 2.0        | ?                              | 129                       | Josef Peters                  | 6          |       |                   |            |
| Equipes privadas          | Veritas       | RS          | Veritas L6 2.0        | ?                              | 122                       | Theo Helfrich                 | 6          |       |                   |            |
| Equipes privadas          | Veritas       | RS          | Veritas L6 2.0        | ?                              | 125                       | Toni Ulmen                    | 6          |       |                   |            |
| Ferrari                   | Ferrari       | 500         | Ferrari 500 L4 2.0    | E (etapas 3 e 6)/ P            | 4/8/15/101/2/12           | Alberto Ascari                | 3-8        |       |                   |            |
| Ferrari                   | Ferrari       | 500         | Ferrari 500 L4 2.0    | P                              | 32                        | Giuseppe Farina               | 1          |       |                   |            |
| Ferrari                   | Ferrari       | 500         | Ferrari 500 L4 2.0    | P                              | 32/8                      | André Simon                   | 1/8        |       |                   |            |
| Ferrari                   | Ferrari       | 500         | Ferrari 500 L4 2.0    | P / E (etapas 3 e 6)           | 28/2/10/16/102/4/10       | Giuseppe Farina               | 1/3-8      |       |                   |            |
| Ferrari                   | Ferrari       | 500         | Ferrari 500 L4 2.0    | P                              | 6/16                      | Luigi Villoresi               | 7-8        |       |                   |            |
| Ferrari                   | Ferrari       | 500         | Ferrari 500 L4 2.0    | P / E (etapas 3 e 6)           | 30/6/12/17/103/14         | Piero Taruffi                 | 1/3-6/8    |       |                   |            |
| Scuderia Franera          | Cooper        | T20         | Bristol BS1 L6 2.0    | D                              | 40                        | Ken Wharton                   | 8          |       |                   |            |
| Scuderia Franera          | Frazer Nash   | FN48        | Bristol BS1 L6 2.0    | D                              | 22/36                     | Ken Wharton                   | 1/3        |       |                   |            |
| Scuderia Franera          | Frazer Nash   | 421         | Bristol BS1 L6 2.0    | D                              | 34                        | Ken Wharton                   | 7          |       |                   |            |
| Scuderia Marzotto         | Ferrari       | 166         | Ferrari 125 V12 1.5   | P                              | 38                        | Franco Comotti                | 4          | 38    | Vittorio Marzotto | 4          |
| Scuderia Marzotto         | Ferrari       | 166         | Ferrari 125 V12 1.5   | P                              | 40/104                    | Piero Carini                  | 4/6        |       |                   |            |
| WS Aston                  | Aston         | NB41        | Butterworth F4 2.0    | D                              | 114                       | Bill Aston                    | 6          |       |                   |            |
| WS Aston                  | Aston         | NB41        | Butterworth F4 2.0    | D                              | 40                        | Robin Montgomerie-Charrington | 3          |       |                   |            |

## Resultados e classificação

### Sistema de pontuação
Os pontos eram distribuídos do primeiro ao quinto classificado final de cada prova (8, 6, 4, 3, 2). Um ponto era ainda atribuído ao piloto que executasse a volta mais rápida na prova. Apenas os quatro melhores resultados das sete corridas contavam para o campeonato. Pontos para classificações partilhadas eram divididos equitativamente pelos pilotos em questão, independente de qual perfizera um maior número de voltas em pista.

### Por Grande Prêmio[1]
| Nº | Grande Prêmio                 | Data          | Local             | Vencedor       | Equipe  | Descrição |
| -- | ----------------------------- | ------------- | ----------------- | -------------- | ------- | --------- |
| 1  | Grande Prêmio da Suíça        | 18 de Maio    | Bremgarten        | Piero Taruffi  | Ferrari | Descrição |
| 2  | 500 Milhas de Indianápolis    | 30 de Maio    | Indianapolis      | Troy Ruttman   | Kuzma   | Descrição |
| 3  | Grande Prêmio da Bélgica      | 22 de Junho   | Spa-Francorchamps | Alberto Ascari | Ferrari | Descrição |
| 4  | Grande Prêmio da França       | 6 de Julho    | Rouen-Les-Essarts | Alberto Ascari | Ferrari | Descrição |
| 5  | Grande Prêmio da Grã-Bretanha | 19 de Julho   | Silverstone       | Alberto Ascari | Ferrari | Descrição |
| 6  | Grande Prêmio da Alemanha     | 3 de Agosto   | Nürburgring       | Alberto Ascari | Ferrari | Descrição |
| 7  | Grande Prêmio da Holanda      | 17 de Agosto  | Zandvoort         | Alberto Ascari | Ferrari | Descrição |
| 8  | Grande Prêmio da Itália       | 7 de Setembro | Monza             | Alberto Ascari | Ferrari | Descrição |

### Campeonato de Pilotos[3]
| Pos | Piloto                | Equipe       | Pts |
| --- | --------------------- | ------------ | --- |
| 1   | Alberto Ascari        | Ferrari      | 36  |
| 2   | Nino Farina           | Ferrari      | 24  |
| 3   | Piero Taruffi         | Ferrari      | 22  |
| 4   | Rudi Fischer          | Ferrari      | 10  |
| 5   | Mike Hawthorn         | Cooper       | 10  |
| 6   | Robert Manzon         | Gordini      | 9   |
| 7   | Troy Ruttman          | Kuzma        | 8   |
| 8   | Luigi Villoresi       | Ferrari      | 8   |
| 9   | José Froilán González | Maserati     | 6,5 |
| 10  | Jim Rathmann          | Kurtis Kraft | 6   |
| 11  | Jean Behra            | Gordini      | 6   |
| 12  | Sam Hanks             | Kurtis Kraft | 4   |
| 13  | Ken Wharton           | Frazer-Nash  | 3   |
| 14  | Duane Carter          | Lesovsky     | 3   |
| 15  | Dennis Poore          | Connaught    | 3   |
| 16  | Alan Brown            | Cooper       | 2   |
| 17  | Maurice Trintignant   | Simca        | 2   |
| 18  | Paul Frère            | HWM          | 2   |
| 19  | Eric Thompson         | Connaught    | 2   |
| 20  | Felice Bonetto        | Maserati     | 2   |
| 21  | Art Cross             | Kurtis Kraft | 2   |
| 22  | Bill Vukovich         | Kurtis Kraft | 1   |